# 范貴適
范貴適（越南语：／；1760年12月25日—1825年5月16日），《大南實錄》作“范適”，字與道，號立齋，別號草堂居士，越南後黎朝、阮朝官員、儒學學者。

## 生平
范貴適是海陽鎮上洪府唐安縣華堂社（今屬海陽省平江縣叔沆社）人，寄籍奉天府壽昌縣報天坊（今屬河內市還劍郡），景興二十一年十月十九日（1760年12月25日）出生。景興四十年（1779年），考中進士。黎末歷任東閣校書、翰林院校討、京北道監察御史、添差知工番。
西山朝時，隱居不仕。阮朝嘉隆初，召授侍中學士，封適安侯，出任奉天府督學。後因病辭官。嘉隆十年（1811年），范貴適被召至順化京城，出任給事中。隨後又因病辭官。明命二年（1821年），明命帝徵召他出仕做官，他以患病推辭不仕。
范貴適在家鄉廣泛收徒講學，阮文理、阮文超、青關縣夫人、何宗權、武宗璠、朱允緻、范會等名臣名士均出自他的門下。
明命六年（1825年），范貴適在家鄉去世。

## 著作
范貴適著有《立齋詩集》、《立齋文集》、《天南龍首錄》、《名筆叢書》、《回京日程詩》、《周易問解撮要》、《易經大全節要演義》、《易經正文演義》、《南行集》、《越史捷徑》、《新傳奇錄》等。